# Хипноза једне љубави
Хипноза једне љубави је позоришна представа коју је написао и режирао Душан Ковачевић.

## Извођење представе
Премијера представе се одржала 17. децембра 2016. године у Београду, у Звездара театру, са глумцима: Љубомир Бандовић, Аница Добра, Нина Јанковић, Драган Петровић, Урош Јаковљевић и Иван Михаиловић. Представа траје 100. минута. 

## О представи
Овај комад говори о односима у породици, људима који не разумеју ништа ван својих оквира и самим тим не могу да се помире са чињеницом да њихова ћерка одлази. Писац је вештим коришћењем мотива Малог Принца осликао једну љубавну причу и поред тога се осврнуо на друштвене проблеме Балканског менталитета.